# Vytas Navickas
Vytas Navickas (ur. 14 marca 1952 w miejscowości Degėsiai w rejonie łoździejskim) – litewski polityk, ekonomista, nauczyciel akademicki, profesor, w latach 1990–1991, 1995–1996 i 2006–2008 minister gospodarki.

## Życiorys
W 1975 ukończył studia na wydziale finansów i jsięgowości Uniwersytetu Wileńskiego ze specjalnością w zakresie ekonomii i matematyki. W latach 1975–1989 pracował w instytucie ekonomii Litewskiej Akademii Nauk. W 1983 uzyskał stopień doktora nauk ekonomicznych, a w 1999 tytuł docenta. Odbył zagraniczne staże naukowe w Niemczech (1990), USA (1991) i Austrii (1994).
W 1989 jako naczelnik Wydziału Reform Gospodarczych w Radzie Ministrów Litewskiej SRR zajmował się koordynowaniem prac nad projektami ustaw mających na celu przeprowadzenie na Litwie transformacji gospodarczej.
Od kwietnia 1990 do maja 1991 sprawował funkcję ministra gospodarki w rządach Kazimiry Prunskienė, Albertasa Šimėnasa i Gediminasa Vagnoriusa, a w latach 1991–1995 był wiceministrem gospodarki. Urząd ministra pełnił ponownie od października 1995 do marca 1996 w rządzie Adolfasa Šleževičiusa.
Po odejściu z pracy w rządzie rozpoczął działalność biznesową. W latach 1996–2004 był dyrektorem w spółce akcyjnej „Draudos asistavimas”, a w latach 2001–2005 stał na czele Wileńskiej Izby Handlu, Przemysłu i Rzemiosła.
W 2004 został wybrany posłem na Sejm. Do 2006 był przewodniczącym sejmowej Komisji Gospodarki. Zasiadał we frakcji Litewskiego Ludowego Związku Chłopskiego.
18 lipca 2006 objął stanowisko ministra gospodarki w rządzie Gediminasa Kirkilasa. W wyborach parlamentarnych w 2008 bez powodzenia ubiegał się o mandat poselski z ramienia Litewskiego Ludowego Związku Chłopskiego. 9 grudnia tego samego roku zakończył urzędowanie na stanowisku ministra.
W latach 1983–1990 oraz 1997–2004 pracował jako nauczyciel akademicki, wykładał na Uniwersytecie Wileńskim, Wileńskim Uniwersytecie Pedagogicznym oraz na Wileńskim Uniwersytecie Technicznym im. Giedymina. Od 2008 do 2010 pracował na Uniwersytecie Michała Römera w Wilnie. W 2008 został wykładowcą na Litewskim Uniwersytecie Nauk Edukacyjnych, gdzie w latach 2010–2013 pełnił funkcję dziekana wydziału nauk społecznych, a następnie dziekana wydziału edukacji społecznej. W 2013 otrzymał profesurę.
Jest autorem licznych prac i artykułów naukowych poświęconych tematyce ekonomicznej.

## Odznaczenia
- Krzyż Komandorski Orderu „Za Zasługi dla Litwy” (2005)[1]
- Krzyż Oficerski Orderu Zasługi Rzeczypospolitej Polskiej (2009)[2]
- Order Gwiazdy Polarnej (1995)